# Eberhard I. (Württemberg, Herzog)

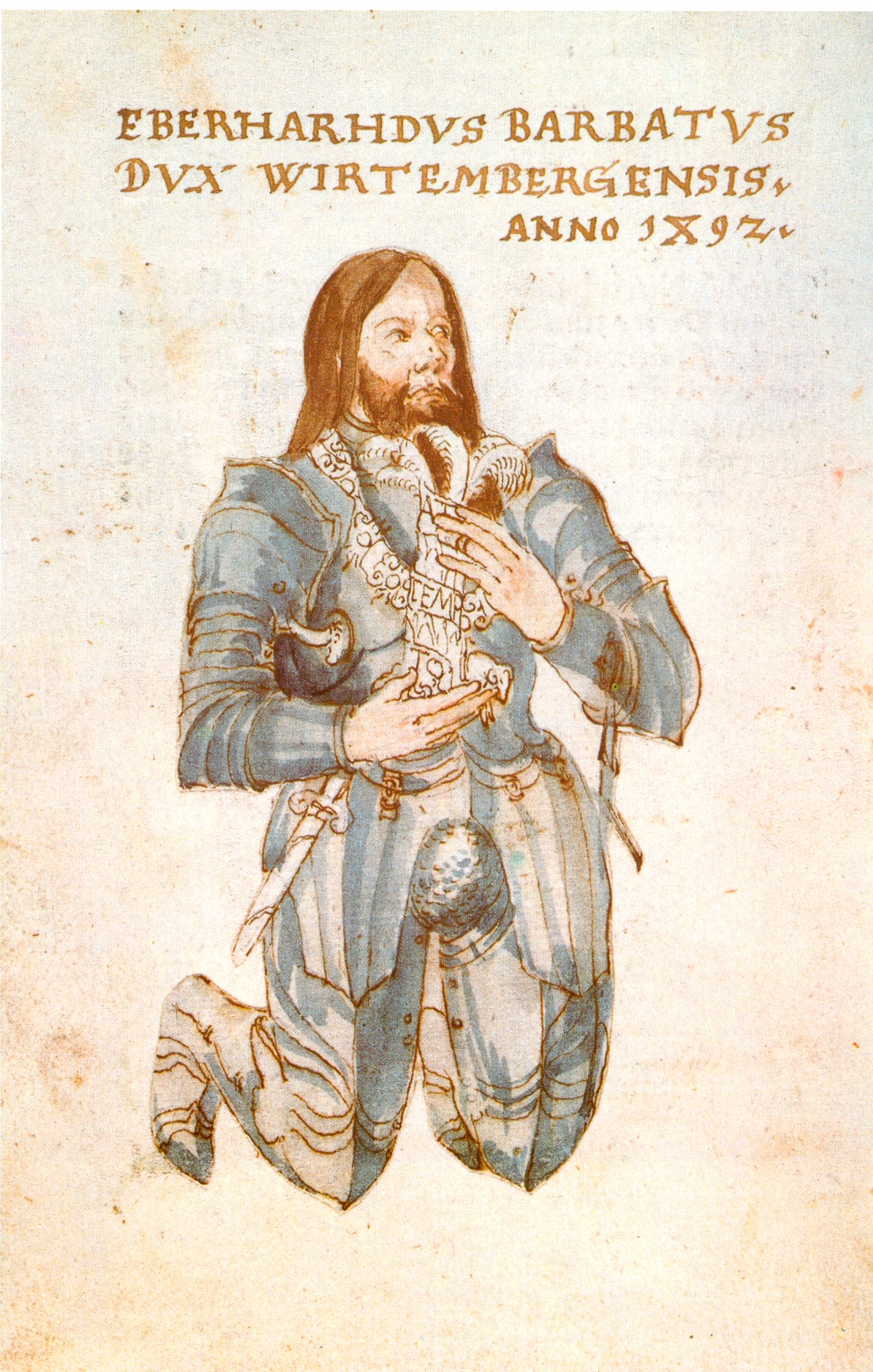
Eberhard im Bart (kolorierte Federzeichnung um 1550)

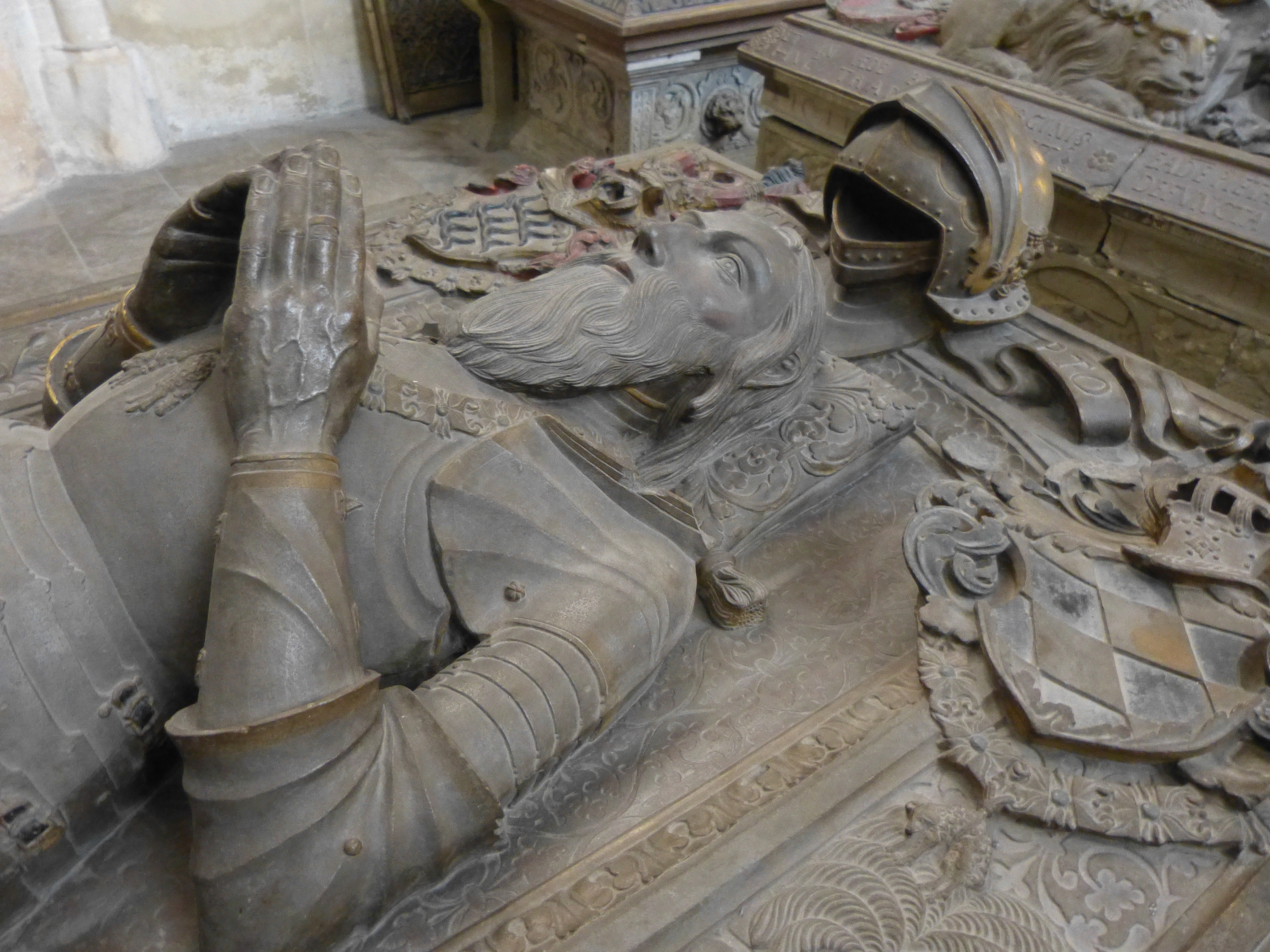
Grabplatte Eberhards in der Tübinger Stiftskirche

Eberhard im Bart (* 11. Dezember 1445 in Urach; † 25. Februar 1496 in Tübingen) war seit 1457 als Eberhard V. Graf von Württemberg-Urach und ab 1482 auch von Württemberg-Stuttgart sowie seit 1495 als Eberhard I. der erste regierende Herzog von Württemberg und Teck.

## Leben
Eberhard war ein Sohn von Graf Ludwig I. von Württemberg-Urach und dessen Gemahlin Mechthild, Tochter des Pfalzgrafen bei Rhein Ludwig III. Zu seinen Erziehern gehörte der Geistliche Johannes Nauclerus, der auch später einen großen intellektuellen Einfluss auf den Grafen ausübte.
Nach dem Tod seines Vaters, der 1450 im Alter von 38 Jahren an der Pest verstarb, wurde sein sechs Jahre älterer Bruder Ludwig Graf von Württemberg-Urach. Dieser starb aber schon 1457 mit 18 Jahren. Damit fiel der Titel an den minderjährigen Eberhard, für den eine Vormundschaft eingesetzt wurde, die von der Reichsburg Grüningen aus regierte. Diese wurde 1459 auf dem Tübinger Landtag aufgehoben und der 14-jährige Eberhard für volljährig erklärt. Die Grafschaft Württemberg-Urach entsprach dem westlichen Teil des vormaligen Württemberg, das mit dem Nürtinger Vertrag 1442 zwischen Ludwig I. und dessen jüngerem Bruder Ulrich V. aufgeteilt worden war.
Eberhard V. bezog Schloss Urach als Residenz, das in Urach am Ostrand seines Territoriums gelegene Wasserschloss, wo schon seine Eltern residiert hatten. Die kleine Stadt war für vier Jahrzehnte Sitz der Uracher Linie und erhielt in der Residenzzeit ambitionierte Neubauten wie die Stiftskirche St. Amandus (ab 1478) und das Spital (ab etwa 1480) als Institutionen für die Wohlfahrt des Landes. Dem Grafen standen hierfür mit dem Baumeister Peter von Koblenz und dem Zimmermann Hans von Zweibrück zwei fähige Fachleute zur Verfügung, die ab etwa 1470 das Bauwesen in der Grafschaft prägten. Später verlegte Eberhard die Residenz nach Stuttgart und regierte ab 1483 von dort das wiedervereinigte Württemberg.
Von Mai bis November 1468 unternahm Graf Eberhard eine Pilgerfahrt nach Jerusalem, wo er und seine 24 adligen Begleiter (Christoph von Baden et al.) am 12. Juli 1468 in der Grabeskirche zu Rittern vom Heiligen Grab geschlagen wurden. Seinen Beinamen „im Bart“ soll er einem auf der Pilgerreise geleisteten Gelübde verdanken, dem zufolge er sich den Bart in Zukunft nicht mehr schneiden werde.

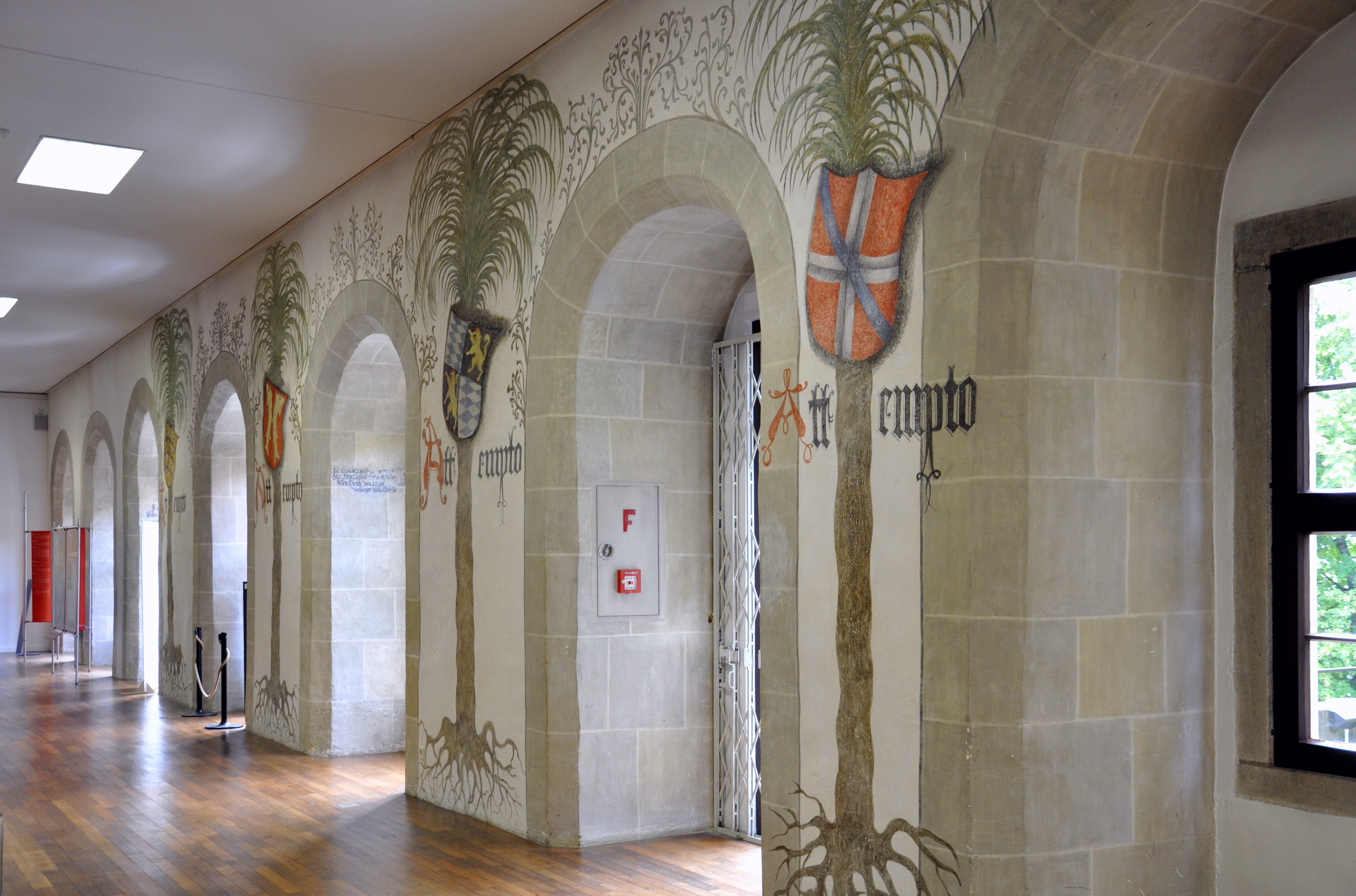
Der 1474 für die Hochzeit neu ausgemalte Palmensaal in Schloss Urach

Der Graf schloss 1474 eine prestigeträchtige Ehe mit der oberitalienischen Markgräfin Barbara Gonzaga von Mantua aus einem sehr angesehenen und vermögenden Geschlecht. Nach der kirchlichen Trauung am 12. April im Dom zu Mantua fand in Urach am 4. Juli ein „Beilager“ statt. Eine Beschreibung der Hochzeitsfeier zeigt die Teilnahme von vielen hochrangigen Herren und Damen. Die 14.000 Gäste verzehrten 165.000 Laib Brot und über 150.000 Liter Wein.
Ab Januar 1475 nahm Eberhard an dem Neusser Krieg gegen Karl den Kühnen von Burgund teil und begab sich zu dem Reichsheer, das über Köln schließlich von Neuss eintraf und die Belagerung durch die burgundischen Truppen im Juni des Jahres beendete.
Barbara hatte zeitlebens Heimweh nach Italien. Die einzige Tochter aus dieser Ehe verstarb im Säuglingsalter. Eberhard hatte noch Kinder „von ledigen Frauen außerhalb der Ehe geboren“. Ludwig Wirtemberger (1465–1495) und Hans Wirtemberger wurden aufgrund der guten Beziehungen Eberhards zu Kaiser Friedrich III. 1484 von diesem in den Stand versetzt, als seien sie ehelich geboren. Darüber hinaus soll er weitere Kinder aus der Beziehung mit Ottilie von Gosheim gehabt haben. Nach Ludwig folgten Gregor Lamparter von Greifenstein und Margarete Wirtemberger († 1493). Die Mutter der Franziskanernonne Katharine Wirtemberger blieb wie die von Hans ungenannt.
Eberhard starb 1496 im Schloss Tübingen an Fieber, roter Ruhr und Blasengeschwüren. Sein Todestag war der dies St. Matthiae, nach dem Römischen Kalender ante diem VI kalendas marcij (6. Tag vor den Kalenden des März). Da er in einem Schaltjahr in der letzten Februarwoche starb, war dies der 25. Februar, jedoch wird irrtümlich in vielen modernen Quellen der 24. Februar als Todestag angegeben. Auch nach dem Heiligenkalender wurde der Matthiastag in Schaltjahren am 25. Februar begangen.
Begraben wurde er zunächst im Stift St. Peter auf dem Einsiedel. Später wurde sein Leichnam in die Stiftskirche Tübingen überführt.

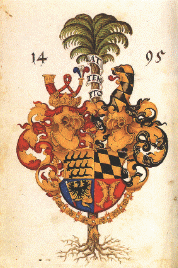
Eberhards neues Wappen nach der Erhebung zum Herzog mit den Herrschaften Württemberg, Teck, Grüningen und Mömpelgard

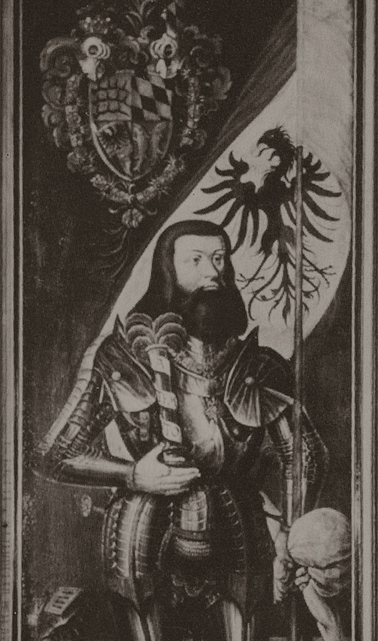
Herzog Eberhard mit der Reichssturmfahne im Rathaus Markgröningen

## Universitätsgründung und Reformen
Der jung ins Amt gekommene Graf Eberhard stellte sich den Herausforderungen seiner Zeit mit der ab 1472 nachweisbaren Lebensdevise „Attempto“ („Ich wag’s“). Anfangs musste er sich vor allem gegen seinen Onkel, den Kurfürsten Friedrich von der Pfalz, erwehren, der Ansprüche auf seinen Landesteil erhoben hatte und eine ständige Bedrohung darstellte. Nach Friedrichs Tod († 12. Dezember 1476) konnte sich Eberhard mehr der Innenpolitik zuwenden.
Obwohl selbst lateinunkundig, schätzte Eberhard die literarische Bildung und die intellektuelle Bewegung des Humanismus hoch und ließ für sich eine große Zahl lateinischer Texte ins Deutsche übersetzen. Hier arbeitete für ihn vor allem der Uracher Schönschreiber und Buchmaler Stephan Schriber. Reste seiner umfangreichen Bibliothek sind erhalten geblieben.
Motiviert von seiner Mutter Mechthild von der Pfalz, ließ Eberhard das Sindelfinger Stift nach Tübingen verlegen und begründete hier 1477 die Universität Tübingen. Zudem holte er die „Brüder vom gemeinsamen Leben“, eine Gemeinschaft der „Devotio moderna“, und einen ihrer führenden Vertreter, Gabriel Biel, ins Land und ließ in Urach, Dettingen an der Erms, Herrenberg, Einsiedel bei Tübingen und Tachenhausen Stifte errichten. Als intellektueller Vertrauter und Gelehrter Rat des Grafen spielte der Humanist Johannes Nauclerus eine entscheidende Rolle, der auch erster Rektor und später Kanzler der Universität wurde. Im Jahr 1478 wurde der Tübinger Medizinprofessor Thomas Russ Leibarzt des Grafen.
Im Jahr der Universitätsgründung veranlasste Eberhard die Vertreibung oder Gefangennahme der in Württemberg lebenden Juden. Zur Rechtfertigung soll er eigens für ihn übersetzte Prozessakten zum angeblichen Ritualmord an Simon von Trient genutzt haben. Die antijüdische Politik Eberhards war wohl auch wirtschaftlich begründet: Die Bevölkerung klagte über zu hohe Zinsnahmen, und er selbst profitierte ebenfalls von einem Schuldenschnitt im Zuge der Vertreibung.
Von Februar bis April 1482 begleitete der bedeutende Humanist Johannes Reuchlin Graf Eberhard auf dessen Reise nach Rom, bei der mit Papst Sixtus IV. erfolgreich vor allem über die personelle und finanzielle Trennung der Universität vom Tübinger Sankt-Georg-Stift verhandelt wurde.
Ein besonderes Anliegen war Eberhard die Kirchen- und Klosterreform bzw. die Durchsetzung einer staatlichen Finanzaufsicht.

## Wiedervereinigung und Erhebung zum Herzogtum
Mit dem Münsinger Vertrag gelang es Eberhard am 14. Dezember 1482, eine Wiedervereinigung der beiden Landesteile Württemberg-Urach und Württemberg-Stuttgart zu erreichen. Im selben Jahr verlieh ihm Papst Sixtus IV. die Goldene Rose. Er verlegte die Residenz nach Stuttgart und regierte das wiedervereinigte Land. 1485 schloss er mit Herzog Siegmund dem Münzreichen ein zehnjähriges Schutzbündnis und gegenseitiges Hilfsabkommen im Kriegsfall. 1492 wurde er von König Maximilian in den Orden vom Goldenen Vlies aufgenommen.
Auf dem Reichstag zu Worms erhob König Maximilian I. die Grafschaft Württemberg am 21. Juli 1495 nach langen Verhandlungen zum Herzogtum und dabei Graf Eberhard V. zum Herzog von Württemberg und Teck. Der angestrebte Titel eines Herzogs von Schwaben und mit diesem die Wiederbelebung des alten Stammesherzogtums blieb ihm versagt. Zwei Tage später erneuerte der König die erbliche Belehnung mit Reichssturmfahne, Burg und Stadt Grüningen und genehmigte die Aufnahme des Grüninger Fahnlehens in das neue viergeteilte Herzogswappen. Im Gegenzug musste Eberhard im Wormser Vertrag akzeptieren, dass Herzogtum und Reichslehen im Falle unterbrochener männlicher Nachfolge ans Reich zurückfallen würden, und sich verpflichten, den Bau des Württembergischen Landgrabens einzustellen.
Im Münsinger Vertrag war auch die Nachfolge des erbenlosen Eberhard I. geregelt worden. Danach wurde der seit 1480 im Stuttgarter Landesteil regierende Graf Eberhard VI. nach dem Tod des Herzogs dessen Nachfolger als Eberhard II., womit auch die Landesteilung endgültig aufgehoben war.

## Verhältnis zu Juden und Regimentsordnung
Eine unvoreingenommene Beurteilung seiner Person hat laut Deigendesch aber auch zu berücksichtigen, dass er unter den Fürsten seiner Zeit eine deutliche „Judenfeindschaft“ zeigte. Im Jahr 1492 verordnete er ein Testament, das besagte, dass sich Juden in Württemberg nicht niederlassen dürfen. Diese Regimentsordnung blieb bis 1806 bestehen und prägte das Leben der Juden in diesem Zeitraum.
An vielen Orten konnten sich Juden nur vorübergehend niederlassen und lebten in zahlreichen kleineren Herrschaften. Oftmals wurden sie nach einiger Zeit willkürlich ausgewiesen. Sie hatten unterschiedlich hohe Abgaben zu entrichten, beispielsweise Schutzgelder. Durch die hohen Abgaben lebten sie häufig in ärmlichen Verhältnissen, da sie zudem nur spezifische Berufe ausüben durften.

## Rezeption

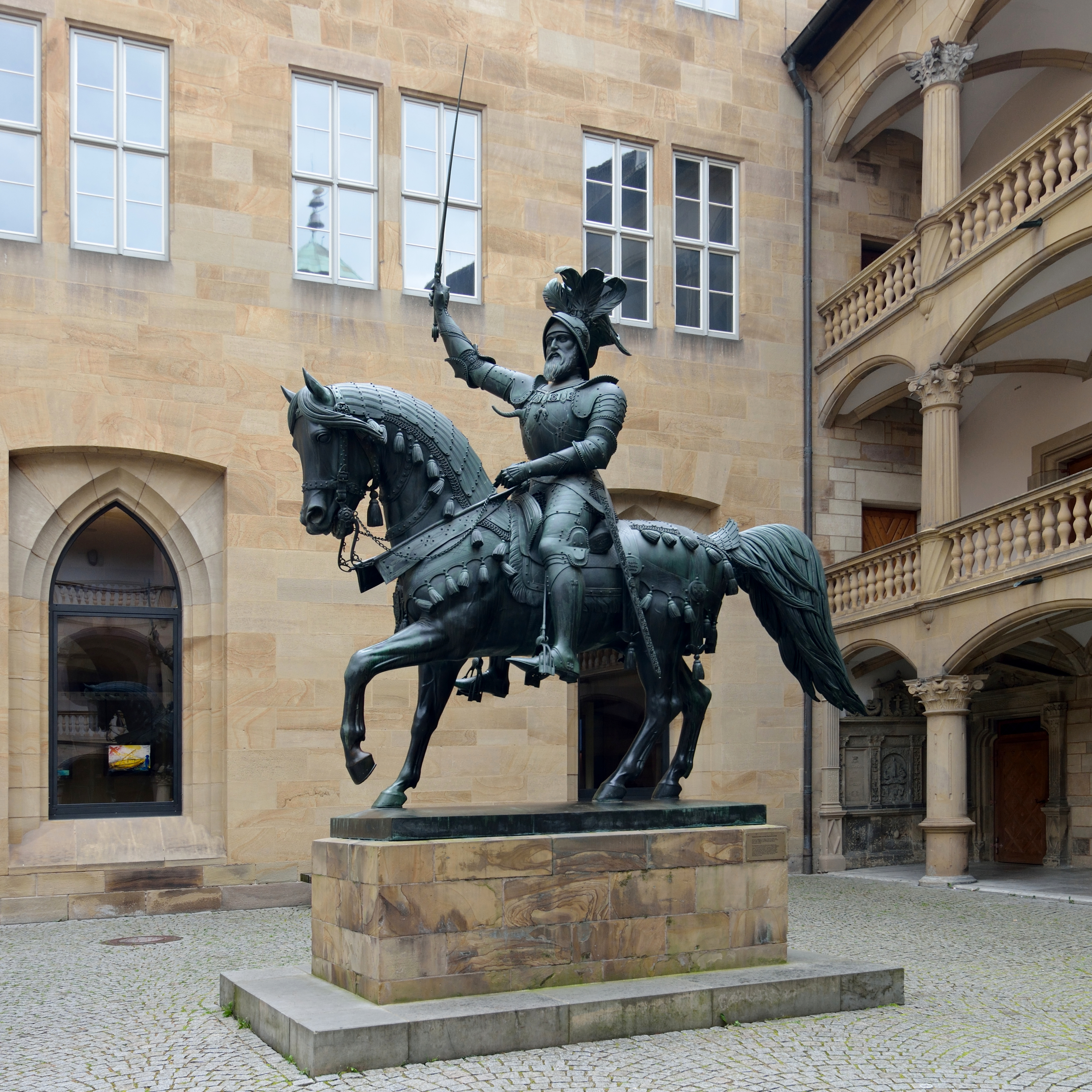
Das Reiterstandbild Eberhards im Bart ist eine aus Bronze gefertigte Statue und befindet sich im Innenhof des Alten Schlosses in Stuttgart

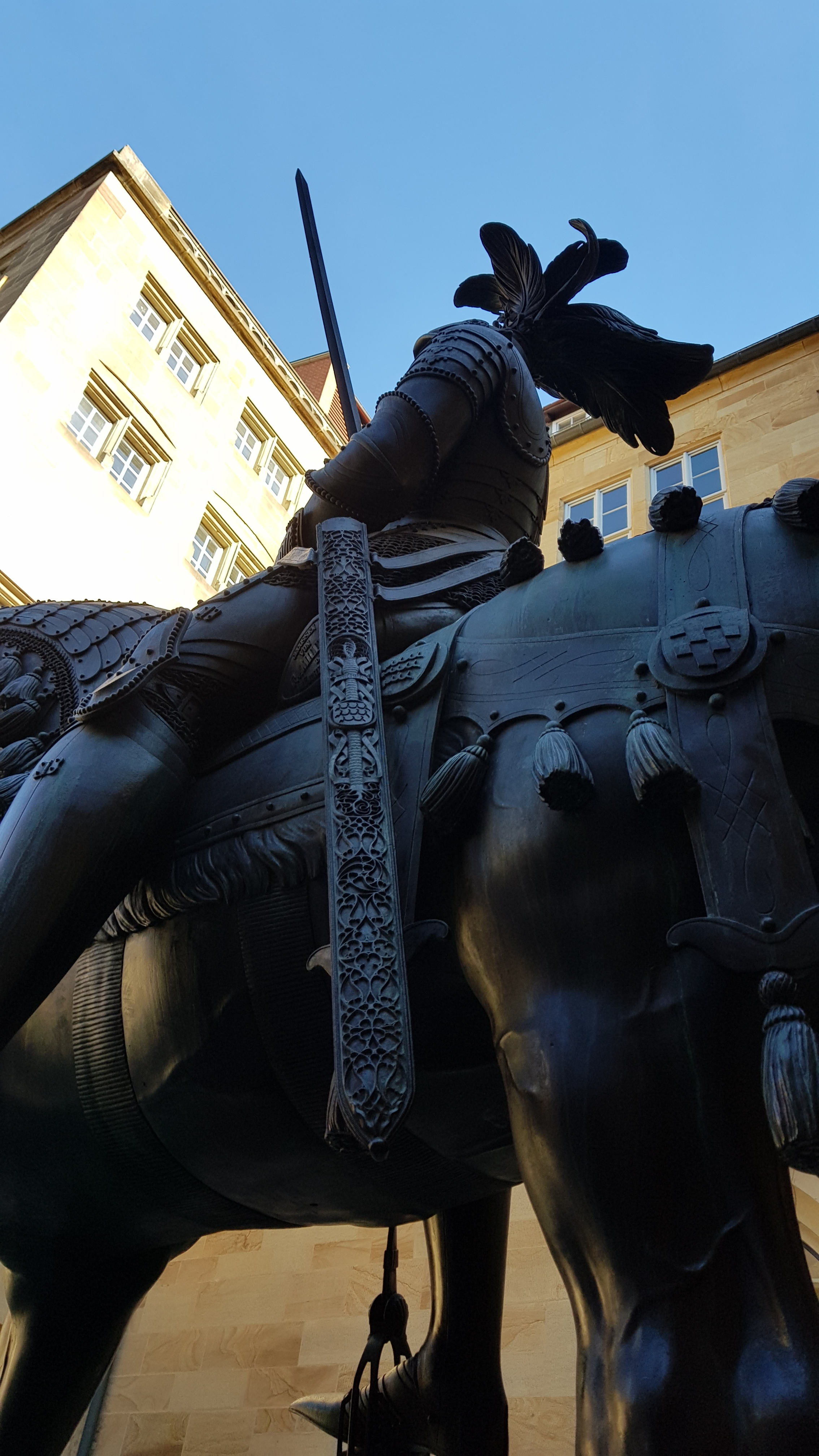
Schwertscheide des Herzogsschwerts am Reiterstandbild

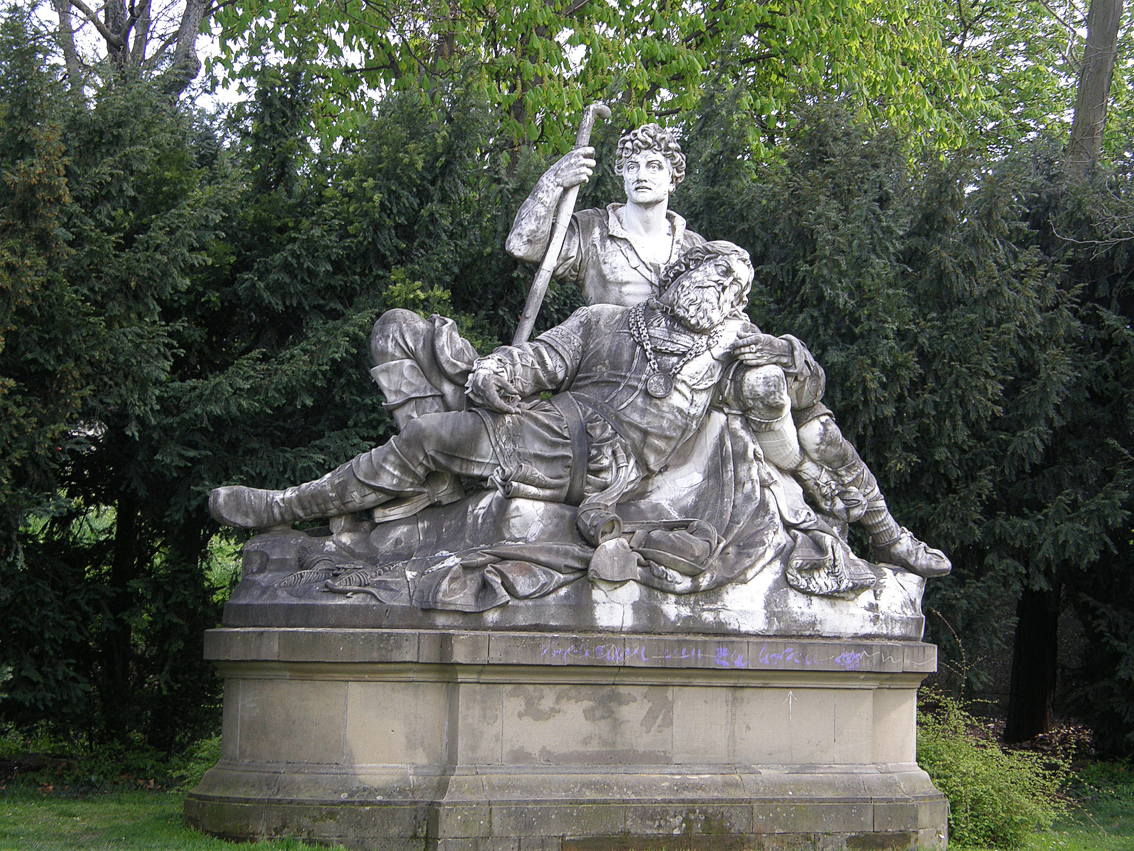
„Der reichste Fürst“, eine Skulptur geschaffen von dem Bildhauer Paul Müller nach einer Ballade von Justinus Kerner, befindet sich im Stuttgarter Schlossgarten

Schon die Zeitgenossen bewunderten Eberhards geistige Fähigkeiten. Vor allem im 19. und 20. Jahrhundert hat dann die patriotisch gesinnte württembergische Geschichtsschreibung den ersten Herzog verklärt. So wurde ihm zu Ehren seine Büste in der Walhalla aufgestellt. Das Reiterstandbild Eberhards im Schlosshof des Altes Schloss Stuttgart, zeigt ihn als Herzog. Deutlich zu erkennen u. a. daran, dass er das Herzogsschwert nach oben hält. Dieses ist auch an der Schwertscheide gut zu erkennen (eine Kopie des Schwertes ist im Landesmuseum Württemberg, welches sich im Alten Schloss befindet ausgestellt, Das Original ist in Besitz des Hauses Württemberg). Ferner wird er in „Preisend mit viel schönen Reden“ als „Eberhard, der mit dem Barte, Württembergs geliebter Herr“ charakterisiert, was auf dem Gedicht Der reichste Fürst von Justinus Kerner beruht. In diesem sogenannten „Württembergerlied“ wird er als der reichste Fürst unter den deutschen Fürsten besungen, weil er unbesorgt bei jedem seiner Untertanen Unterschlupf angeboten bekomme, ohne Angst um Leben oder Eigentum haben zu müssen. In dieser Ballade heißt es bildlich: „… ich mein Haupt kann kühnlich legen jedem Untertan in Schoß.“ Zu diesem Satz steht ein Denkmal des Bildhauers Paul Müller, die Eberhardsgruppe, im Schlossgarten zu Stuttgart.